# Iglesia de Santa Catalina y San Agustín
La iglesia parroquial de Santa Catalina y San Agustín, situada en la calle de la Mare de Deu de Gràcia (Nuestra Señora de Gracia) número 5 de la ciudad de Valencia, en España, es la iglesia del antiguo convento de frailes ermitaños de San Agustín asentados en Valencia en el siglo XIII.
Este convento de estilo gótico valenciano contaba con un claustro junto a la iglesia, ocupando el jardín actual adyacente, con dieciséis arcadas por banda. En el siglo XVII se construyó otro claustro hacía el lado norte, y el anterior se elevó en una planta. Durante la Guerra de Independencia sirvió como cuartel a las tropas francesas en 1812. El templo fue renovado en 1815. Tras la desamortización de 1836 las dependencias conventuales fueron utilizadas como presidio hasta su derribo en 1904, quedando únicamente la iglesia abierta al culto.
La iglesia de una sola nave con capillas entre contrafuertes tiene un ábside poligonal de cinco lados cubierto con bóveda de crucería estrellada, mientras que los seis tramos de la nave lo hacen con bóvedas de crucería simple, el tramo más cercano al presbiterio es de mayor anchura y se corresponde con dos capillas. Presenta coro alto a los pies en el que se encuentra la única clave original. En 1692 se añadió un revestimiento barroco, que fue repristinado a partir de 1940. De especial relevancia es el icono medieval de la Virgen de Gracia que alberga esta iglesia.
La portada lateral debió realizarse durante el primer tercio del siglo XVII. Está flanqueada por pares de columnas dóricas sobre pedestales, rematada con un frontón curvo partido; en la parte superior una hornacina entre volutas con la imagen del santo titular, rematada por un frontón triangular partido.
En 1912 se edificó un nuevo campanario a cargo del arquitecto Luis Ferreres, en ladrillo, que sería recubierto con una morfología goticista en la intervención de posguerra.

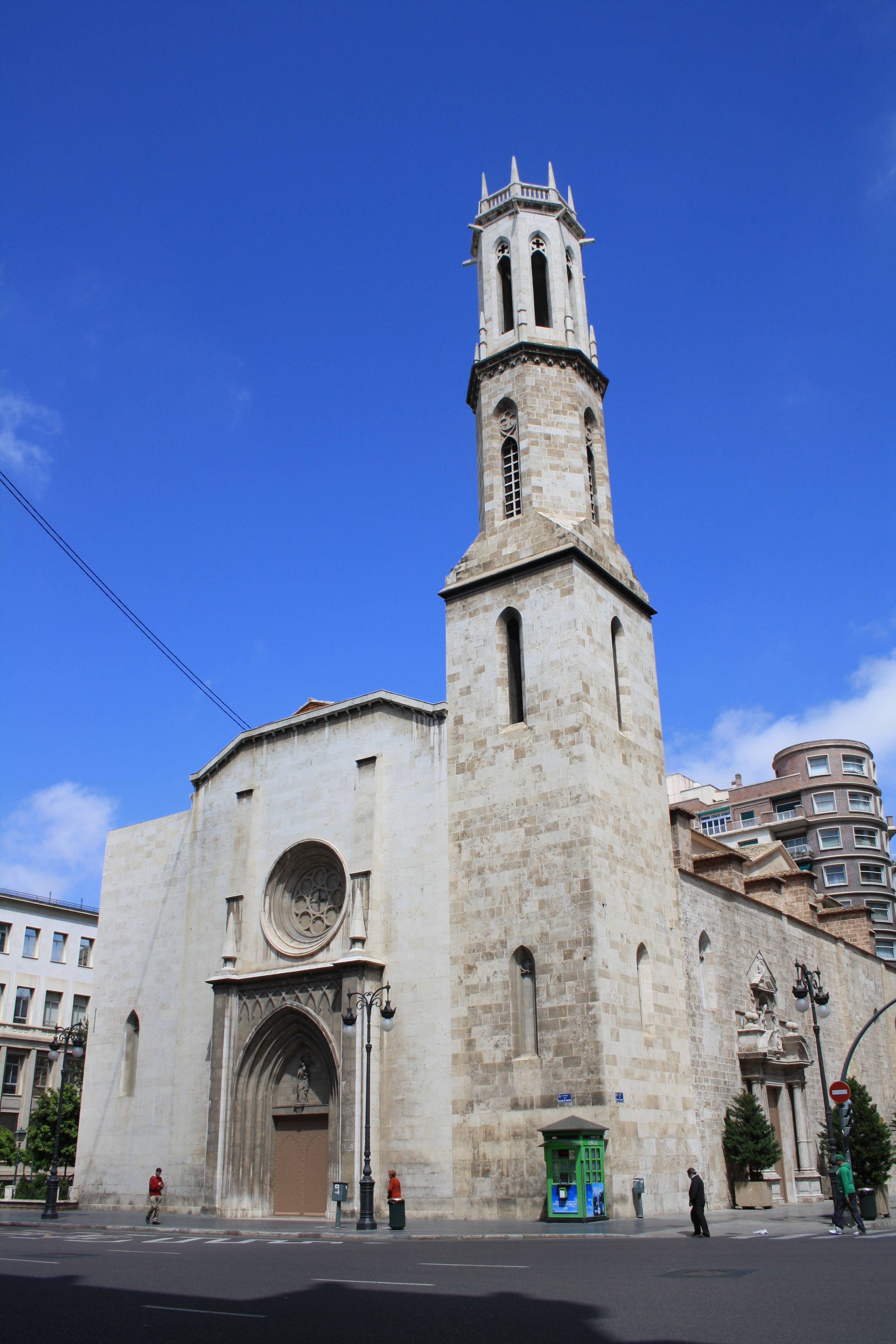

Tras la Guerra Civil quedó tan afectada que se pensó en su derribo. Javier Goerlich realizó una intervención, en 1940, que le dio su aspecto actual, historicista, con aplacados de piedra vieja en el paramento oriental, formación de dependencias bajas a los pies del ábside y provisión de nueva morfología gotizante para la fachada meridional y el campanario. Esta intervención se acusa en la fachada a los pies y en el campanario y buscan reproducir la primitiva estructura arquitectónica del edificio.
El escultor e imaginero valenciano José Justo Villalba (hermano de Antonio Justo, párroco de la Iglesia) realizó, en un trabajo que tras la guerra duró varios años, la total renovación interior de la iglesia, aportando buena parte de imaginería actual del templo así como el resto de detalles decorativos: vidrieras, retablos, bancadas, mármoles, lámparas, altares, relieves, etc. A él se debe, entre otros muchos detalles decorativos, el Altar mayor, con las imágenes de bulto redondo de San Agustín y de Santa Catalina, el retablo de San Vicente, la Inmaculada Concepción, el Cristo Crucificado, la capilla de la comunión, diversos relieves, púlpitos, el Sagrado Corazón de Jesús, San José y las imágenes exteriores de San Agustín, de San Vicente y de la Virgen.